# レイク・シャンプレイン (空母)
レイク・シャンプレイン (USS Lake Champlain, CV/CVA/CVS-39) は、アメリカ海軍のエセックス級航空母艦で、同級空母としては17番目に就役した。艦名は米英戦争におけるシャンプレーン湖の戦いに因み、その名を持つ艦としては二隻目。「チャンプ (Champ) 」の愛称をもつ。
朝鮮戦争、第二次中東戦争やキューバ危機に伴う作戦行動、宇宙船回収任務等で活躍した。

## 艦歴

### 就役 - 予備役編入

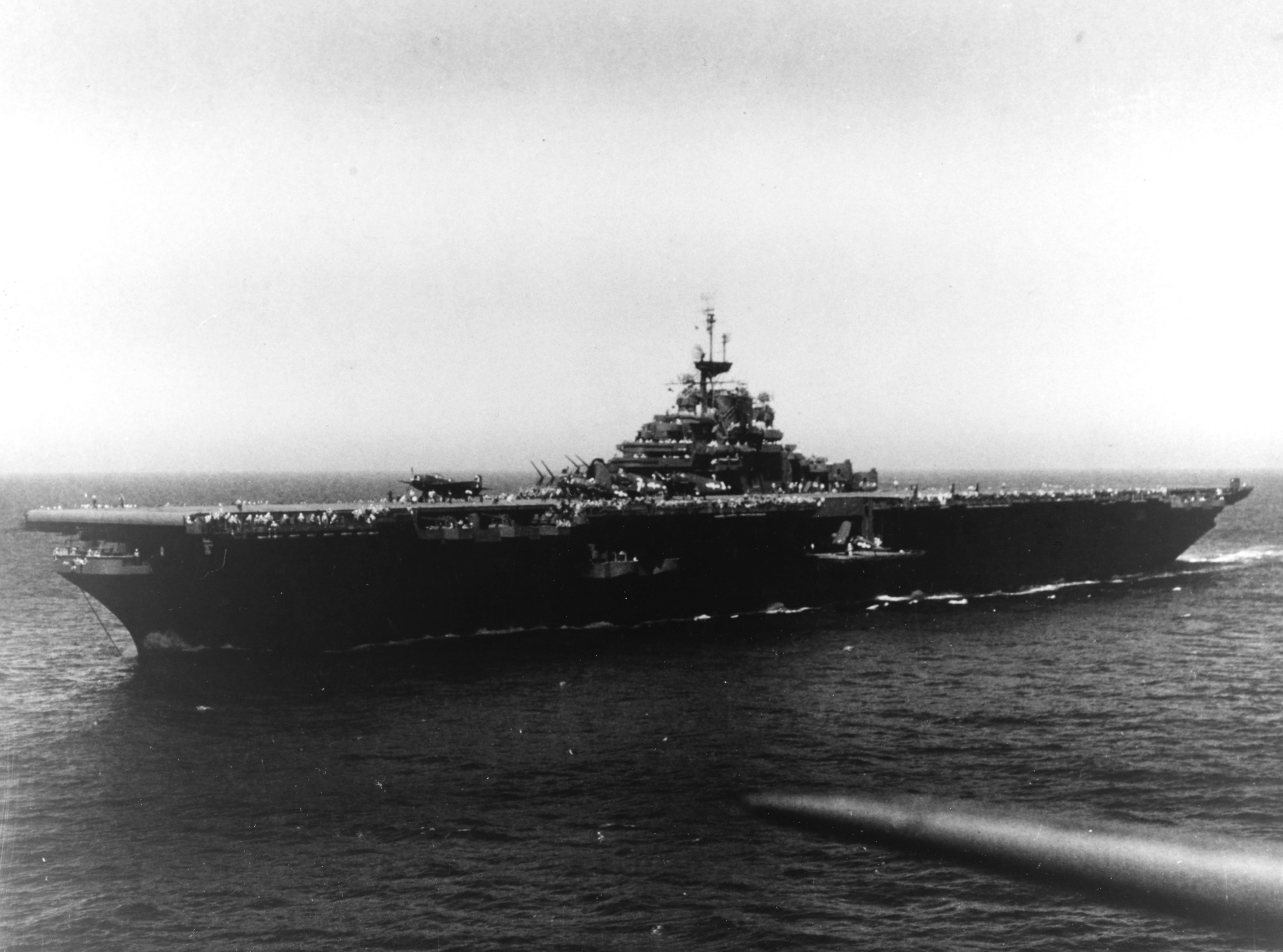
就役直後(1945年6月23日)

「レイク・シャンプレイン」は1943年3月15日、バージニア州ポーツマスのノーフォーク海軍造船所で起工する。
1944年11月2日、バーモント州選出上院議員ウォレン・オースティンの夫人によって命名・進水し、1945年6月3日、ローガン・C・ラムジー艦長の指揮のもと就役した。
第二次世界大戦中に完成したものの、まだ戦闘任務に就かないうちに終戦を迎える。艤装完了後ニューヨークとフィラデルフィアを訪れ、続いてマジック・カーペット作戦に従事した。バージニア州ノーフォークを10月14日に出港しイギリスに向かい、サザンプトンに19日到着する。復員兵を乗艦させた後にニューヨークへ帰還した。
1945年11月26日には大西洋横断記録を樹立する。アフリカのスパーテル岬を経由してバージニア州ハンプトン・ローズに4日と8時間51分で到着した。この記録は1952年の夏に客船「ユナイテッド・ステーツ」に破られるまで世界最高記録であった。
大戦終結に伴う海軍の縮小に伴い、「レイク・シャンプレイン」は他の同型艦の多くと同様に予備役となり、1947年2月17日ノーフォークで予備役艦隊に編入された。

### 再就役

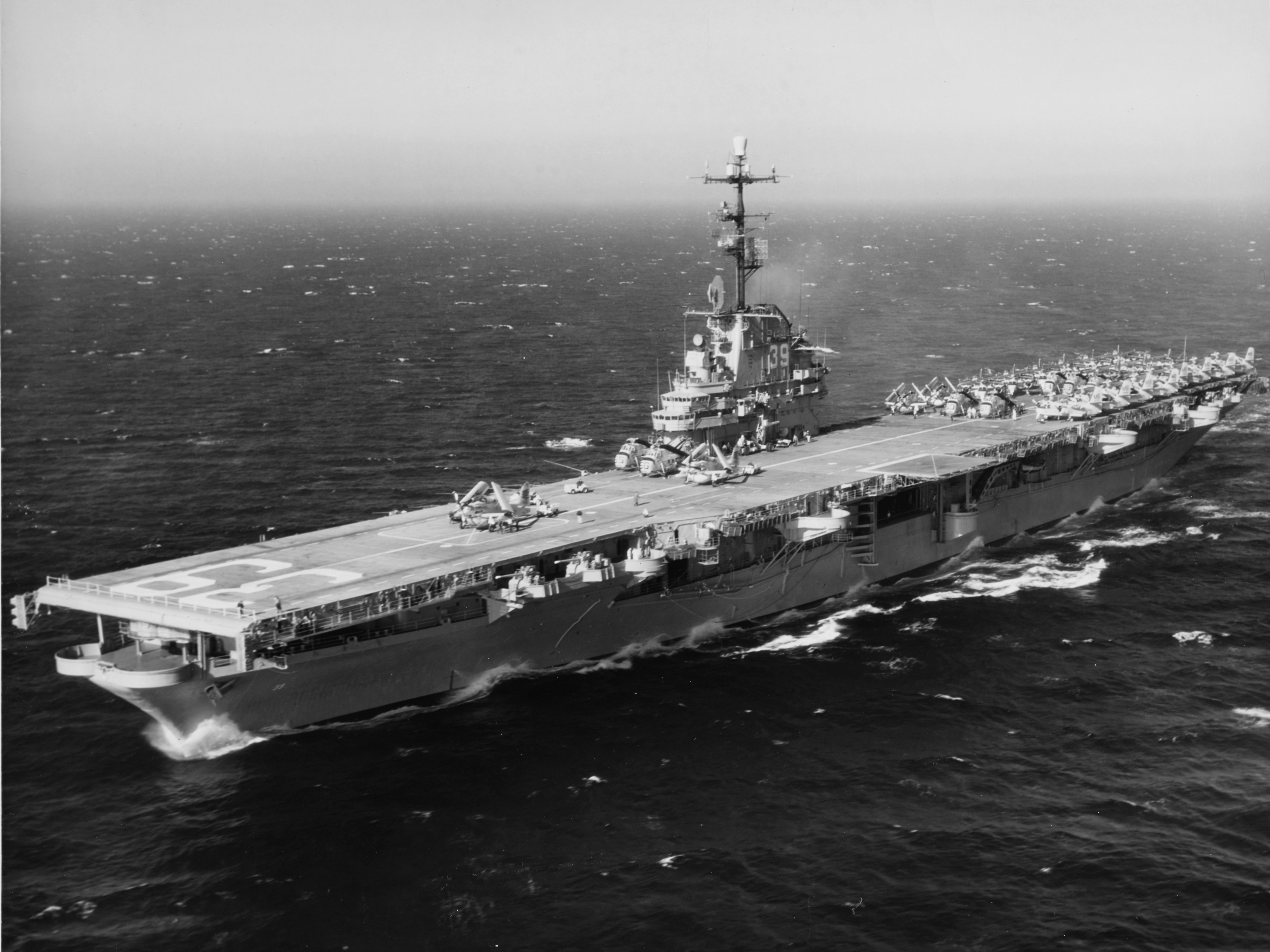
SCB-27A改装後(1960年7月1日)

朝鮮戦争勃発に伴い、「レイク・シャンプレイン」はSCB-27A改装によりジェット戦闘機の運用等に対応する近代化を行うことが決まった。改装対象艦を選定するにあたり、コスト面から現役の艦を引き抜く方針が一時期とられていた。このため「キアサージ (USS Kearsarge, CV-33) 」と「レイテ (USS Leyte, CV-32) 」が選ばれ、「キアサージ」は改装に取り掛かったものの、1950年6月25日に朝鮮戦争が始まったため「レイテ」は急遽現役続行となった。代わりに予備役の中から「レイク・シャンプレイン」が改装対象に選ばれた。
「レイク・シャンプレイン」はバージニア州ニューポート・ニューズのニューポート・ニューズ造船所でSCB-27A改装工事を受け、1952年9月19日、G・T・ムンドロフ艦長の指揮のもと再就役した。
11月25日から12月25日にかけてキューバ、ハイチ水域で整調訓練を行った後、「レイク・シャンプレイン」は母港であるフロリダ州メイポートを1953年4月26日出港、紅海、インド洋、東シナ海経由で朝鮮半島水域に向かう。当時のスエズ運河（その後拡張工事実施）を通過した最大の艦となった。その後1953年6月9日に横須賀に到着した。
「レイク・シャンプレイン」は第77任務部隊の旗艦として6月11日に横須賀を出港、14日に朝鮮半島西部へ到着する。直ちに航空部隊を戦地へ投入し、朝鮮人民軍および中国人民志願軍の部隊・陣地への攻撃、友軍部隊の航空支援、B-50爆撃機の護衛といった任務を遂行した。
1953年7月27日の休戦協定まで戦闘任務を続行した後、「キアサージ」と交代して帰国の途に就く。10月11日に南シナ海へ向け出港、24日にシンガポールへ到着した。27日には太平洋を離れ、コロンボ、ポートサイド、カンヌ、リスボンといった都市を経由し、12月4日にフロリダ州メイポートに帰港する。
続く数年間、「レイク・シャンプレイン」は地中海へ数度の航海を行い、NATO軍の作戦行動に参加した。1957年4月25日には第二次中東戦争に伴う緊張状態への対処部隊に加わり、レバノンやヨルダン付近で東側諸国の脅威を防ぐための活動に従事した。この迅速かつ的確な対応により、中東における最悪の事態は回避された。
緊張緩和に伴い、「レイク・シャンプレイン」は7月27日にメイポートへ帰還する。8月1日に艦種変更が行われ対潜空母(CVS-40)となり、アメリカ東海岸で新任務に対応する訓練を行う。1958年2月8日にニュージャージー州のベイヨンを出港、地中海へ航海し、10月30日にメイポートへ帰港する。そこでオーバーホールを受けた後、1959年6月10日に再び地中海へ出航、スペイン、デンマーク、スコットランドを訪れ、8月9日にメイポートへ帰港した。
フロリダ近辺およびカリブ海で活動した後、再度地中海への航海を行い、9月4日にロードアイランド州クォンセット・ポイントに到着する。ここが「レイク・シャンプレイン」の新たな母港となった。
クォンセット・ポイントで1960年6月29日まで活動した後、ハリファックスまで士官候補生のための航海を行い、8月12日に帰港する。翌年2月7日からカリブ海へ向け航海し、3月2日に帰港する。
「レイク・シャンプレイン」はマーキュリー計画の宇宙船回収母艦に選ばれた。1961年5月5日、マーキュリー・レッドストーン3号に乗りアメリカ人として初めて宇宙に出たアラン・シェパード飛行士はケープ・カナベラルから約300マイル離れた地点に着水し、その2分後にヘリコプターがカプセルを回収、無事「レイク・シャンプレイン」の飛行甲板上に降り立った。
1962年には大西洋岸からカリブ海にかけて活動する。6月に士官候補生のための航海でハリファックス、ノバスコシアを訪れ、ジャマイカの首都キングストンではアメリカを代表して8月3日の独立記念祭に迎えられた。
キューバ危機発生により、「レイク・シャンプレイン」も10月24日に西大西洋に展開して海上封鎖に加わった。情勢が落ち着いた後11月23日に帰国の途に就き、セント・トーマス島とヴァージン諸島を経由して12月4日にクォンセット・ポイントへ帰港した。続く数か月はニューイングランド水域での活動に従事し、その後オーバーホールを受ける。
1963年9月、グアンタナモ湾に向かう途中、「レイク・シャンプレイン」は急遽、ハリケーンの被害に遭ったハイチの救援任務を付与される。ヘリコプターで被災者を救出し、食料と医療品を輸送した。
「レイク・シャンプレイン」はニューイングランド水域での作戦活動のためクォンセット・ポイントに11月9日帰還する。1964年の春にバミューダを短期間訪れ、秋にはスペインのウエルバを訪れる。11月6日にバルセロナを出港しジブラルタル経由でクォンセット・ポイントに25日帰還する。
1965年の前半は東海岸で訓練と演習指揮活動に従事する。8月5日にジェミニ5号の回収母艦に指定されるが、これが「レイク・シャンプレイン」にとって最後の任務となった。

### 退役
宇宙船回収任務の終了後すぐにフィラデルフィアに向かい、不活性化オーバーホールを受けた後1966年5月2日に退役した。1969年12月1日に除籍され、1972年4月28日に防衛再利用マーケティングサービス (Defense Reutilization and Marketing Service, DRMS) によってスクラップとして売却された。
「レイク・シャンプレイン」は朝鮮戦争の戦功で1個の従軍星章を受章し、艦名はタイコンデロガ級ミサイル巡洋艦の11番艦に受け継がれた。SCB-27改装工事を受けた艦の中で唯一、アングルドデッキ装備等のSCB-125改装を受けないまま退役した。また、ヘリコプター揚陸艦への改装も検討されていたが結局キャンセルされた。